# Zinken (Dachstein)
Der Zinken oder Ausseer Zinken ist ein 1854 m ü. A. hoher Berg des Dachsteingebirges im steirischen Salzkammergut.

## Lage
Der Zinken bildet den nördlichsten Gipfel des Dachsteinplateaus im Ausseerland. Der gegen Norden steil nach Bad Aussee abfallende Berg wird im Westen und Norden von der Koppentraun und im Osten von der Kainischtraun und dem Ödensee umrahmt. Gegen Süden setzt sich der Berg in den sanften und bewaldeten Formen des ausgedehnten Dachsteinplateaus fort.
Er stellt einen Teil des Dachsteinstocks dar und besteht im Gipfelbereich aus Dachsteinkalk, der von Hauptdolomit unterlagert wird.
Zum Zinken zählen der Gipfel des Zinkens (1854 m) sowie von West nach Ost die Gipfel Hoher Koppen (1780 m), Rauer Koppen (1807 m), Feuerkogel (1779 m), Eislochkogel (1830 m) und Mattkogel (1659 m). Am Hochplateau südlich des Zinkens befinden sich mehrere Almen, nämlich die Koppenalm, Planneralm, Mitteralm, Handleralm, Gsprangalm und Sillalm. Mit Ausnahme der Almhütten existiert im Bereich des Berges keine alpine Schutzhütte.

## Aufstieg
- Bahnhof Bad Aussee (639 m) – Planergraben – Zinken (1854 m): Gehzeit rund dreieinhalb Stunden
- Bahnhof Bad Aussee – Wintergraben – Handleralm (1650 m) – Zinken: Gehzeit rund dreieinhalb Stunden
- Wenig begangene und schlecht markierte Steige führen von der Koppenwinkellacke sowie vom Ödensee auf den Gipfel (nur für geübte Wanderer)[2]